# 九宮格
|  |  |  |
|  |  |  |
|  |  |  |

九宮格是漢字書法練習時的輔助道具之一，如右圖所示，為3乘3的正方形格子，共9格，故名。九宮格的格線通常以紅色線畫出，這是為了與習字的墨色區別，但不限於紅色，也有其他色彩。習字時藉由九宮格的輔助，習字者可以更加掌握文字的大小、結構、筆劃的相關位置。各種製圖用紙上格線也是相似的功能。
除了九宮格，另外也有2乘2的「田字格」以及切割為米字形的「米字格」，都是類似的習字道具。
現今，九宮格在意義上已再不限於書法用的九宮格，大凡平均分割為9個方格的圖形皆可稱為九宮格。